# Валентин Стойчев
Валентин Андреев Стойчев е български театровед и театрален ръководител.
Завършил е машинно инженерство и след това театрознание във Висшия институт за театрално изкуство „Кръстьо Сарафов“. Работил е в Драматичния театър в Перник, Народния театър „Иван Вазов“, Съюза на артистите, Киноцентъра „Бояна“ и Младежкия театър. От 1991 г. до смъртта си е директор на „Театър 199“.
Председател е на Сдружението на театралните директори (1997 – 2007). Преподавател е по продуцентство на сценичните изкуства в Националната академия за театрално и филмово изкуство в София (2006 – 2007).
Умира в София през 2007 г.
След смъртта му заради приноса му за възраждането и развитието на „Театър 199“ той приема неговото име.